# Garrett AiResearch
Компанія Garrett AiResearch була виробником турбогвинтових двигунів і турбокомпресорів, а також піонером у багатьох аерокосмічних технологіях. Раніше вона була відома як Aircraft Tool and Supply Company, Garrett Supply Company, AiResearch Manufacturing Company або просто AiResearch. У 1964 році Garrett AiResearch об'єдналася з Signal Oil &amp; Gas, щоб сформувати компанію, перейменовану в 1968 році на Signal Companies, яка в 1985 році об'єдналася з Allied Corp. в AlliedSignal. У 1999 році AlliedSignal придбала Honeywell і прийняла назву Honeywell.

## Роки заснування
Джон Кліффорд «Кліфф» Гаррет заснував компанію в Лос-Анджелесі в 1936 році, яка стала відомою як Garrett AiResearch або просто AiResearch. Спочатку компанія була названа Aircraft Tool and Supply Company, потім на початку 1937 року була перейменована на Garrett Supply Company, а в 1939 році — на AiResearch, а невдовзі після цього — на AiResearch Manufacturing Company, яка потім стала підрозділом корпорації Garrett. У 1939 році Кліфф Гарретт, уже керуючи своїми компаніями Garrett Supply та Airsupply, заснував невелику дослідницьку лабораторію для проведення «повітряних досліджень» щодо розробки герметичного польоту для пасажирських літаків. «Першою «лабораторією» [AiResearch] була невелика будівля магазину на Мелроуз-авеню в Лос-Анджелесі».

## Еволюція лінійки продуктів

### 1939-1949 рр
Першим великим продуктом компанії був масляний радіатор для військових літаків. Garrett розробив і виготовив масляні охолоджувачі для Douglas DB-7. Бомбардувальники B-17 компанії Boeing, яким приписують суттєвий перелом у повітряній війні на користь Америки та Великої Британії за Європу та Тихий океан, були оснащені інтеркулерами Garrett, як і B-25. Компанія розробила та виготовила систему тиску в салоні для бомбардувальника B-29, першого серійного бомбардувальника з тиском для польотів на великій висоті. До кінця Другої світової війни інженери AiResearch розробили турбіни охолодження повітряного розширення для першого в Америці реактивного літака Lockheed P-80 Shooting Star. Загалом під час Другої світової війни компанія Garrett AiResearch продала військового обладнання на суму 112 мільйонів доларів і на піку нараховувала до 5000 співробітників.

### 1950-1960-ті роки
До 1949 року бульвар Сепульведа. нерухомість дедалі більше стримувався попитом на будівництво комерційних площ поблизу Міжнародного аеропорту Лос-Анджелеса (LAX), що швидко розвивається. У той час на заводі працювало 2000 людей, «і Garrett був одним із трьох найкращих виробників аксесуарів для літаків у світі». У 1959 році було розпочато будівництво додаткового приміщення на 190-й вулиці та бульварі Креншоу в Торрансі, Каліфорнія. Через рік частину цього об’єкта зайняли. «До 1962 року в Торрансі працювало 1000 співробітників, а до 1972 року там було 3000». Після низки поступових переміщень завод Sepulveda був закритий у 1990 році.

### 1970-ті роки

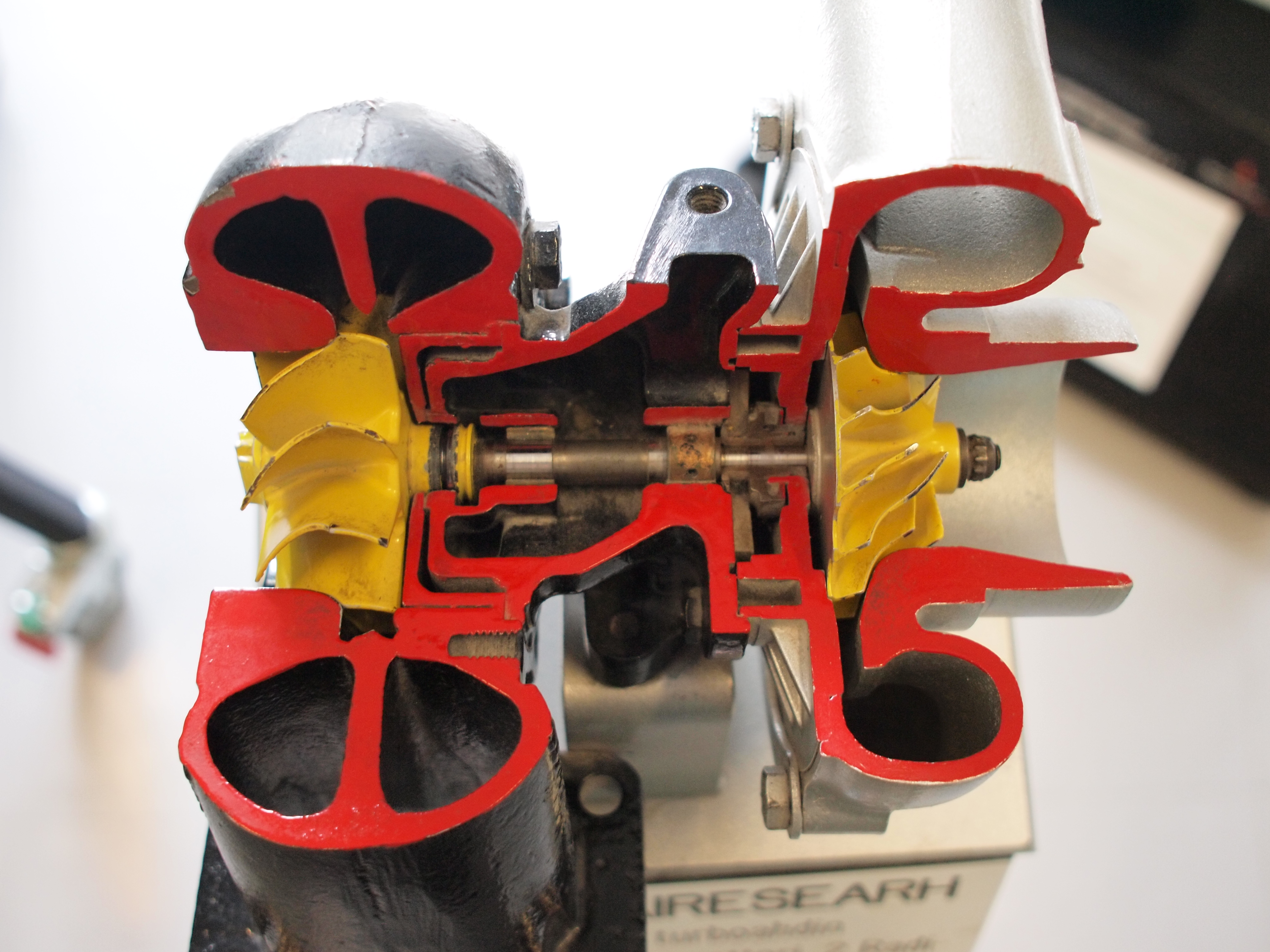
Турбокомпресор Garrett AiResearch від трактора Valmet, розділений для навчальних цілей.

У 1970-х роках розширення промислових та інших невійськових застосувань Garrett змінило основні джерела доходу. «На початку десятиліття продажі військовим складали 70 відсотків бізнесу компанії. Наприкінці десяти років, в основному завдяки турбокомпресорам і продукції загальної авіації, ситуація змінилася. Комерційні продажі склали 70 відсотків; військові впали до 30 відсотків».  Крім того, до кінця десятиліття «продажі досягли 1,3 мільярда доларів США; відставання становило 1,9 мільярда доларів».

## Злиття
Щоб уникнути ворожого поглинання активів Ґарретта компанією Curtiss-Wright після смерті Кліффа Ґарретта в 1963 році, у 1964 році корпорація Garrett об'єдналася з компанією Signal Oil and Gas Company. У 1968 році об'єднана компанія прийняла назву The Signal Companies. У 1985 році Signal об'єдналася з Allied Corp., ставши Allied-Signal. У 1999 році компанія придбала Honeywell Aerospace. Незважаючи на те, що AlliedSignal була набагато більшою за Honeywell, було вирішено прийняти назву Honeywell через її широке визнання громадськістю.

## Продукти

### Літак
- Гаррет СТАМП

### Двигуни

#### Турбогвинтові
- Garrett TPE331
- Garrett TPF351

#### Турбовентилятори
- CFE CFE738
- Garrett ATF3
- Garrett F109
- Garrett/ITEC F124/TFE1042
- Garrett/ITEC F125
- Garrett TFE731